# 24è Festival Internacional de Cinema de Moscou
El 24è Festival Internacional de Cinema de Moscou va tenir lloc del 21 al 30 de juny de 2002. El Sant Jordi d'Or fou atorgat a la pel·lícula francoitaliana Resurrezione dirigida per Paolo i Vittorio Taviani.

## Jurat
- Txinguiz Aitmàtov (Kirguizstan – President)
- Fruit Chan (Hong Kong)
- Rakhshan Bani-E'temad (Iran)
- Jessica Hausner (Àustria)
- Dominique Borg (França)
- Jos Stelling (Països Baixos)
- Randa Haines (Estats Units)
- Karen Shakhnazarov (Rússia)

## Pel·lícules en competició
Les següents pel·lícules foren seleccionades per la competició:
| Títol original             | Director(s)              | País de producció                  |
| -------------------------- | ------------------------ | ---------------------------------- |
| Aye zohaye zamin           | Vahid Mousaian           | Iran                               |
| Blue                       | Hiroshi Ando             | Japó                               |
| Chekhovskie motivi         | Kira Muratova            | Rússia, Ucraïna                    |
| En kort en lang            | Hella Joof               | Dinamarca, Alemanya                |
| Hengittämättä & nauramatta | Saara Saarela            | Finlàndia                          |
| Jedermanns fest            | Fritz Lehner             | Àustria                            |
| Karu süda                  | Arvo Iho                 | Estònia, Rússia, Alemanya, Txèquia |
| Kukushka                   | Aleksandr Rogozhkin      | Rússia                             |
| O 7os ilios tou erota      | Vangelis Serdaris        | Grècia                             |
| Odinotxestvo krovi         | Roman Prygunov           | Rússia                             |
| Resurrezione               | Paolo i Vittorio Taviani | Itàlia, França                     |
| Suplement                  | Krzysztof Zanussi        | Polònia                            |
| No good deed               | Bob Rafelson             | Estats Units, Canadà, Alemanya     |
| Uma Vida em Segredo        | Suzana Amaral            | Brasil                             |
| Zatracení                  | Dan Svátek               | Txèquia                            |

## Premis
- Sant Jordi d'Or: Resurrezione de Paolo i Vittorio Taviani
- Sant Jordi de Plata:
  - Millor Director: Aleksandr Rogozhkin per Kukushka
  - Millor Actor: Ville Haapasalo per Kukushka
  - Millor Actriu: Mikako Ichikawa per Blue
- Premi Especial del Jurat: Aye zohaye zamin de Vahid Mousaian
- Premi Stanislavsky: Harvey Keitel
- Premi FIPRESCI: Kukushka d'Aleksandr Rogozhkin
- Menció Especial FIPRESCI: Suplement de Krzysztof Zanussi